# 施信
施信（14世紀—15世紀），北直隸保定府蠡縣城內人，明朝政治人物。

## 生平
施信是永樂二十二年（1424年）的進士，宣德三年（1428年）獲授行在江西道監察御史，巡查每處皆有名聲，侍奉母親姜氏至孝，陞浙江按察司僉事，正統三年（1438年）因考察不實令嘉興縣縣丞趙恭被罷官，遭罰俸三月，後改任山東按察司僉事，在任內去世，入祀鄉賢祠。

## 引用
1. 1 2  光緒《蠡縣志·卷六·人物志》：施信，城內人，永樂甲辰進士，英敏雅秀，家世寒微，奮志勤學，經史通貫，初拜監察御史，巡厯皆著聲；奉母姜氏至孝，陞浙江山東按察司僉事，卒於官，祀鄉賢。
2. ↑  《明宣宗章皇帝實錄·卷四十八》：（宣德三年十一月）丁丑擢……進士揭稽、謝衡、施信、胡器、鄧棨、高舉、熊翼、張琦、章聰、王讓、丘俊……皆為監察御史……杲、衡、信、陳懋行在江西道……
3. ↑  《明英宗睿皇帝實錄·卷四十三》：（正統三年六月）己卯命浙江嘉興縣縣丞趙恭復職，先是巡按監察御史左瑺、右參政俞士悅、僉事施信考察恭設施無方，黜罷為民，恭詣闕訴，稱士悅偏聽輿隸李保所讒故陷之事，下巡撫侍郎等官廉察亦如恭所訴，行在吏部以聞故有是命，瑺、信罰俸三月，士悅及保付巡按御史鞫問其罪。